# Alfredo de Wessex
Alfredo, o Grande (em inglês antigo Ælfred; 849 – 26 de outubro de 899) foi Rei de Wessex, de 871 a 899, e Rei dos Anglo-Saxões de 886 a 899.
Alfredo defendeu o seu reino contra os viquingues, e à época de sua morte, era o governante dominante na Inglaterra. Ele é um dos dois reis ingleses a quem foi concedido o epíteto "O Grande", sendo o outro Canuto, o Grande.
Os detalhes de sua vida são conhecidos graças ao bispo de Sherbone, João Asser, e a um cronista galês do século X. A reputação de Alfredo é de um homem culto e misericordioso, que incentivou a educação e melhorou o sistema legal e a estrutura militar de seu reino.

## Infância

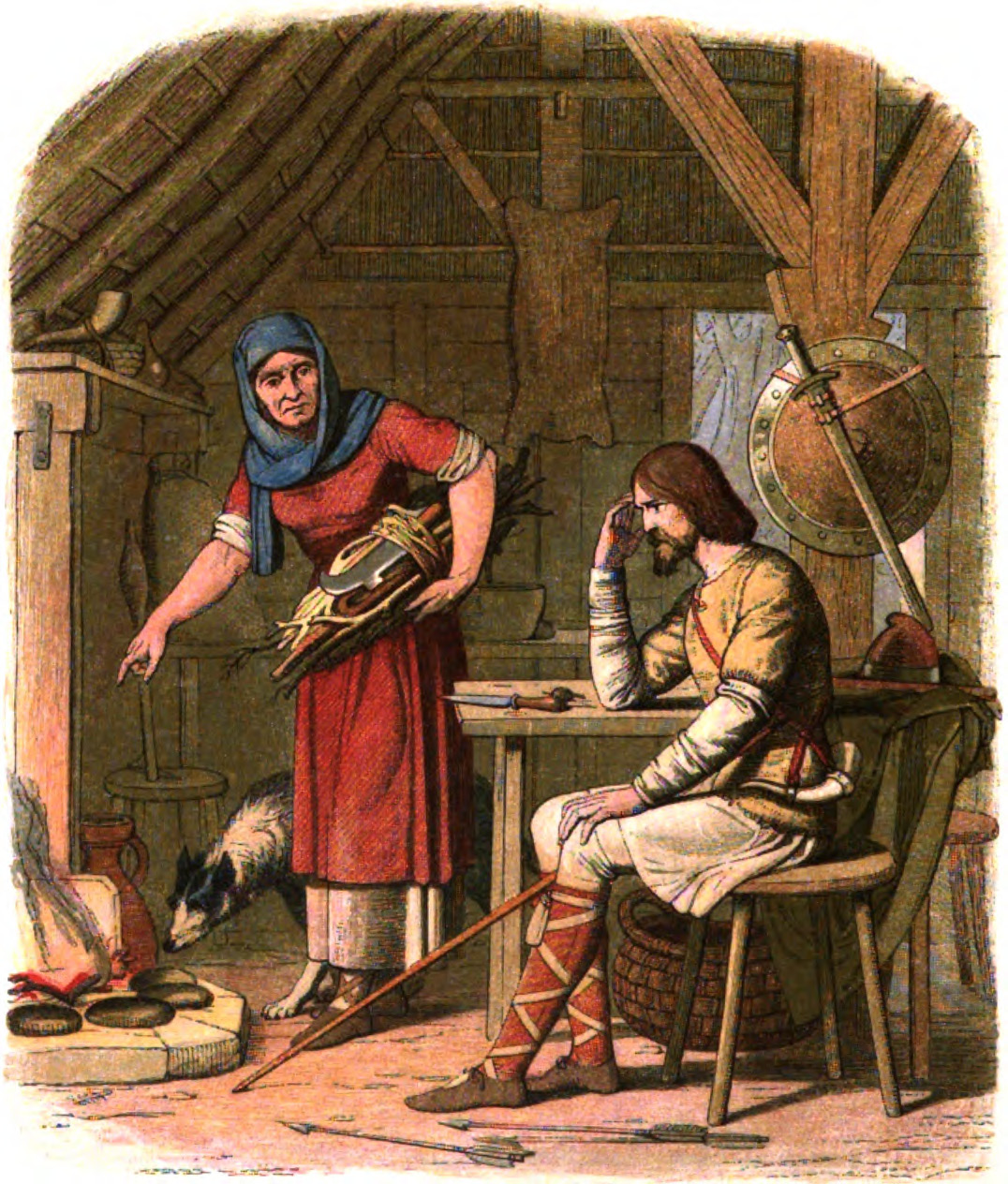
Alfredo, o Grande, é repreendido por seu súdito, a esposa de um neatherd, por não virar os pães, mas comê-los prontamente quando são assados em sua casa de campo.

Alfredo nasceu na localidade de Wanating, actualmente Wanatag, Oxfordshire, sendo o  filho mais novo de Etelvulfo, rei de Wessex, e da sua primeira esposa, Osburga.
Em 855, com idade de 4 anos, diz-se que Alfredo foi enviado a Roma, onde de acordo com a Crónica Anglo-saxónica, ele foi confirmado pelo Papa Leão IV que, "o ungiu como rei". Escritores vitorianos interpretaram este episódio como uma coroação antecipada em preparação para a sua sucessão definitiva ao trono de Wessex. Contudo, esta sucessão não podia ser prevista na época, porque Alfredo tinha três irmãos mais velhos vivos. Uma carta de Leão IV mostra que Alfredo foi feito cônsul; uma má interpretação desta investidura, deliberada ou acidental, pode explicar esta confusão. Esta interpretação pode também ser baseada no facto de mais tarde, Alfredo ter acompanhado o seu pai numa peregrinação a Roma, onde passou uma temporada na corte do Carlos, o Calvo do Império Carolíngio, por volta de 854–855.
No seu regresso de Roma em 856, Etelvulfo foi deposto por seu filho Etelbaldo. Com a guerra civil iminente, os magnatas do reino uniram-se num conselho para chegar a um acordo. Etelbaldo reteria o condado ocidental (Wessex tradicional), e Etelvulfo reinaria no leste.
Quando o rei Etelvulfo morreu em 13 de janeiro de 858, Wessex foi dividido pelos três irmãos de Alfredo, Etelbaldo, Etelberto e Etelredo.
O bispo Asser conta a história de como em criança Alfredo ganhou de prémio um volume de poesia em inglês, oferecido pela sua mãe para o primeiro dos seus filhos que conseguisse memorizá-lo. A lenda também diz que o jovem Alfredo passou um tempo na Irlanda a procura de cura. Alfredo foi acometido por problemas de saúde durante a sua vida, possivelmente doença de Crohn. As estátuas de Alfredo em Winchester e Wantage retratam-no como um grande guerreiro. Evidências sugerem que não seria forte fisicamente, e embora sem falta de coragem, foi mais conhecido pelo seu intelecto do que pelo seu carácter bélico.

## Reinado dos irmãos de Alfredo
Durante os curtos reinados de dois dos três irmãos mais velhos, Etelbaldo de Wessex e Etelberto de Wessex, Alfredo não é mencionado. Um exército dinamarquês que a Crónica Anglo-Saxónica descreve como um Grande Exército Pagão que desembarcou no leste da Reino da Ânglia Oriental com o intuito de conquistar os quatro reinos que constituíam a Inglaterra Anglo-Saxónica em 865. Foi com o pano de fundo de um exército viquingue furioso que a vida pública de Alfredo se iniciou, com a adesão do seu terceiro irmão, Etelredo de Wessex, em 866.
Foi durante este período que o bispo Asser aplica a Alfredo o título único de secundário ("secundarius"), o que pode indicar uma posição semelhante à de tanista celta, um sucessor reconhecido intimamente associado ao monarca reinante. É possível que esse acordo tenha sido sancionado pelo pai de Alfredo, ou pelo Wita para se proteger contra o perigo de uma sucessão ser disputada caso Etelredo de Wessex caísse em batalha.

## Combate contra a invasão viking
Em 868, Alfredo lutou ao lado do irmão Etelredo numa tentativa frustrada para manter o Grande Exército Pagão, liderado por Ivar, o Desossado, fora do reino adjacente de Mércia. No final de 870, os dinamarqueses chegaram a sua terra natal. O ano que se seguiu tem sido chamado de "o ano das batalhas de Alfredo". Nove batalhas foram travadas com resultados diferentes, embora o local e a data de duas dessas batalhas não estejam registados.
Em Berkshire, uma escaramuça com sucesso, na Batalha de Englefield a 31 de dezembro de 870, foi seguida por uma derrota severa no cerco e batalha de Reading, pelo irmão de Ivar, Haldano a 5 de janeiro de 871. Quatro dias mais tarde, os anglo-saxões conquistaram uma brilhante vitória na Batalha de Ashdown em Berkshire Downs, possivelmente perto de Compton ou Aldworth. Alfredo está particularmente relacionado com o sucesso desta batalha.
Mais tarde neste mês, a 22 de janeiro, os ingleses foram derrotados na Batalha de Basing. São novamente derrotados a 22 de março, na Batalha de Merton. Etelredo morre pouco depois, a 23 de abril.

## O Rei na guerra

### Lutas iniciais, derrota e fuga
Em abril de 871, menos de um mês após a Batalha de Marton, o rei Etelredo morre, e Alfredo o sucede no trono de Wessex e na tarefa da sua defesa, apesar do facto de Etelredo ter deixado dois filhos menores, Etelelmo e Etevoldo. Este facto está de acordo com o estabelecido entre Etelredo e Alfredo no início do ano numa assembleia em Swinbeorg. Os irmãos concordaram que qualquer deles que sobrevivesse ao outro, herdaria os bens pessoais que o rei Etelvulfo deixou em testamento para os seus filhos.
Os filhos do falecido receberiam apenas as propriedades e riquezas que seu pai tenha estabelecido e qualquer terra adicional que o seu tio tivesse adquirido. A premissa não declarada era a de que o irmão sobrevivente seria rei. Dada a invasão dinamarquesa em curso e a juventude de seus sobrinhos, a sucessão de Alfredo foi provavelmente incontestada.
Enquanto ele estava ocupado com as cerimônias fúnebres de seu irmão, os dinamarqueses derrotaram o exército inglês na sua ausência num lugar desconhecido, e uma vez mais na sua presença, em Wilton, no mês de maio. A derrota em Wilton esmagou qualquer esperança remota de Alfredo expulsar os invasores do seu reino. Ele foi obrigado a entrar em um acordo de paz, de acordo com fontes que não revelam os termos de paz.
De facto, o exército viquingue retirou-se de Reading no outono de 871 para ocupar quartéis de inverno na Londres Merciana. Embora não mencionado por Asser ou pela Crónica Anglo-Saxónica, Alfredo provavelmente também pagou para os viquingues saírem, tanto como os mercianos iriam pagar no ano seguinte. Achados que datam da ocupação viquingue de Londres em 871/2 foram escavados em Croydon, Gravesend e na Ponte de Waterloo. Estes achados sugerem o custo envolvido para se fazer a paz com os viquingues. Nos cinco anos seguintes, os dinamarqueses ocuparam outras partes da Inglaterra.
Em 876, sob um novo líder, Gutrum, os dinamarqueses conseguiram passar pelo exército inglês e atacaram e ocuparam Wareham, em Dorset. Alfredo bloqueou-os, mas foi ineficaz em reconquistar Wareham por assalto. Desta forma, negociou uma paz que envolveu uma troca de reféns e juramentos, que os dinamarqueses juraram sob um "anel sagrado" associado com a adoração do deus nórdico Thor. Os dinamarqueses, contudo, quebraram este juramento e, após matarem todos os reféns, fugiram na calada da noite para Exeter, em Devon.

Alfredo bloqueou os navios viquingues em Devon, que com uma frota espalhada por uma tempestade, foram forçados a submeter-se e se retiram para a Mércia. Em janeiro de 878, os dinamarqueses fizeram um ataque repentino a Chippenham, uma fortaleza real na qual Alfredo estava hospedado desde o Natal. De acordo com a Crônica Anglo-Saxônica: 
"e a maioria das pessoas foram assassinadas, excepto o rei Alfredo, o qual com uma pequena tropa reunida por ele consegue fugir... pelo bosque e pântano, e depois da Páscoa ele... construiu uma fortaleza em Athelney, e dessa fortaleza começa a lutar contra o inimigo".
A partir deste forte de Athelney, uma ilha nos pântanos de Somerset, Alfredo foi capaz de montar um movimento de resistência efectivo, reunindo milícias locais de Somersert, Wiltshire e Hampshire.
Uma lenda popular, originária de crônicas do século XII, conta como quando ele primeiro fugiu para Somerset Levels, Alfredo foi abrigado por uma camponesa, que sem saber da sua identidade, deixou-o vigiar alguns bolos que tinha deixado a cozinhar no forno. Preocupado com os problemas do seu reino, Alfredo acidentalmente deixou os bolos queimar.
O ano 870 foi de baixa maré na história dos reinos anglo-saxões. Com todos os outros reinos caídos perante os viquingues, Wessex sozinho continuou a resistir.

### Contra-ataque e vitória
Na sétima semana após a Páscoa (4-10 de Maio de 878), por volta do Pentecostes, Alfredo cavalga até à Pedra de Egberto a este de Selwood, onde foi recebido por "todo o povo de Somerset e de Wiltshire e da parte de Hampshire que está deste lado do mar (isto é, a oeste de Southampton Water), e alegram-se ao vê-lo". O aparecimento de Alfredo a partir da sua fortaleza pantanosa foi parte de uma ofensiva planejada cuidadosamente que implicou o aumento de fyrds de três condados. Isto significa não só que o rei tinha mantido a lealdade dos membros da aristocracia (que foram encarregados da cobrança e do comando das suas forças), mas também que estes tinham mantido as suas posições de autoridade nessas localidades suficientemente bem para responder à sua convocação para a guerra. As acções de Alfredo também sugerem um sistema de olheiros e mensageiros.
Alfredo obteve uma vitória decisiva na seguinte batalha de Edington, que possivelmente foi travada em Westbury, Wiltshire. Ele perseguiu os dinamarqueses até seu reduto em Chippenham e submeteu-os. Um dos termos de rendição foi que Gutrum se convertesse ao cristianismo. Três semanas depois o rei dinamarquês e 29 de seus principais chefes receberam o batismo na corte de Alfredo em Aller, perto de Athelney, com Alfredo a receber Gutrum como seu filho espiritual.
A "desvinculação do crisma" ocorreu com grande cerimónia oito dias mais tarde na propriedade real em Wedmore em Somerset, após o que Gutrum cumpriu a sua promessa de deixar Wessex. Não há nenhuma evidência contemporânea de que Alfredo e Gutrum tenham acordado um tratado formal neste tempo; o chamado Tratado de Wedmore é uma invenção dos historiadores modernos. O tratado entre Alfredo e Gutrum, preservado em inglês antigo no Corpus Christi College, Cambridge (manuscrito 383), e numa compilação em latim conhecida como Quadripartitus, foi negociado mais tarde, talvez em 879 ou 880, quando o rei Ceolvulfo II de Mércia foi deposto.
Este tratado dividiu o reino de Mércia. Nestes termos a fronteira entre o reino de Alfredo e Gutrum estendeu-se do rio Tamisa ao rio Lea; seguindo o Lea até à sua nascente (perto de Luton); a partir daqui estendeu-se numa estreita linha até Bedford; e a partir de Bedford  seguindo o rio Ouse até Watling Street.
Por outras palavras, Alfredo consegue o reino de Ceolvulfo, composto pela Mércia ocidental; e Gutrum incorporou a parte oriental de Mércia no reino alargado da Ânglia Oriental (doravante conhecido por Danelaw). Pelos termos do tratado, além disto, Alfredo tinha o controle sobre a cidade de Londres merciana - pelo menos na altura. A disposição de Essex, realizada por reis saxões do Ocidente desde os dias de Egberto, não é clara a partir do tratado, no entanto, dada a superioridade política e militar de Alfredo, teria sido surpreendente se ele tivesse concedido qualquer território em disputa para o seu novo afilhado.

### Os anos tranquilos; a Restauração de Londres (880s)
Com a assinatura do Tratado de Alfredo e Gutrum, um evento ocorreu por volta de 880, quando o povo de Gutrum começou a estabelecer-se na Ânglia Oriental, Gutrum foi neutralizado como ameaça. Em conjunto com este acordo um exército dinamarquês deixou a ilha e partiu para Ghent.
Alfredo ainda foi obrigado a lidar com uma série de ameaças dinamarquesas. Um ano mais tarde, em 881, Alfredo travou uma pequena batalha naval contra quatro navios dinamarqueses "em alto-mar". Dois dos navios foram destruídos e os outros renderam-se às forças de Alfredo. Pequenas escaramuças similares com invasores independentes viquingues teriam ocorrido durante décadas.
No ano de 883, embora haja algum debate sobre o ano, o rei Alfredo, por causa de seu apoio e da sua doação de esmolas a Roma, recebeu uma série de presentes do Papa Marino. Entre estes presentes encontrava-se um pedaço da verdadeira cruz, um verdadeiro tesouro para o rei saxão devoto. De acordo com a Asser, por causa da amizade do Papa Marino com o rei Alfredo, o papa concedeu uma isenção a anglo-saxões que residissem dentro de Roma de imposto ou tributo.
Após a assinatura do tratado com Gutrum, Alfredo foi poupado a quaisquer conflitos de larga escala por algum tempo. Apesar desta relativa paz, o rei ainda foi obrigado a lidar com uma série de ataques e incursões dinamarquesas. Entre estes estava uma incursão a ter lugar em Kent, um país aliado no Sudeste da Inglaterra, durante o ano de 885, o que foi muito possivelmente o maior ataque desde os combates com Gutrum. O relato de Asser do ataque coloca os invasores dinamarqueses na cidade saxã de Rochester, onde construíram uma fortaleza temporária, a fim de sitiar a cidade. Em resposta a esta incursão, Alfred levou uma força anglo-saxónica contra os dinamarqueses que, em vez de lutarem com o exército de Wessex, fugiram para os seus navios encalhados e navegaram para outra parte da Grã-Bretanha. A força dinamarquesa supostamente recuando deixou a Grã-Bretanha no verão seguinte.
Não muito tempo depois do ataque dinamarquês ter falhado em Kent, Alfredo despachou a sua frota de Ânglia Oriental. O objectivo desta expedição é debatido, embora Asser afirme que foi por causa de pilhagem. Depois de viajar até ao Rio Stour, a frota foi recebida por navios dinamarqueses em número de 13 ou 16 (fontes variam sobre o número) seguindo-se uma batalha. A frota anglo-saxónica saiu vitoriosa e, como conta Huntingdon, "carregada de despojos". A frota vitoriosa foi, então, surpreendida ao tentar deixar o Rio Stour e foi atacada por uma força dinamarquesa na foz do rio. A frota dinamarquesa foi capaz de derrotar a frota de Alfredo que pode ter sido enfraquecido no compromisso anterior.
Um ano depois, em 886, Alfredo reocupou a cidade de Londres e partiu para torná-la habitável novamente. Alfredo confiou a cidade aos cuidados de seu genro Etelredo, ealdormano de Mércia. A restauração de Londres avançava através da segunda metade da década 880 e acredita-se que girava em torno de um novo plano de rua, acrescentou fortificações, além das muralhas romanas existentes, e, alguns acreditam, a construção de fortificações correspondentes na margem sul do Rio Tamisa.
Este é também o período em que quase todos os cronistas concordam que o povo saxão da pré-unificação de Inglaterra estão submetidos a Alfredo. Isto não foi, no entanto, a altura em que Alfredo veio a ser conhecido como o rei de Inglaterra; na verdade ele nunca adotaria o título para si mesmo. Na verdade o poder que Alfredo exercia sobre os povos ingleses neste momento parecia provir em grande parte do poderio militar dos saxões ocidentais, das ligações políticas de Alfredo de ter o governante de Mércia como seu genro e dos talentos administrativos aguçados de Alfredo.
Entre a restauração de Londres e a retorno dos ataques dinamarqueses em grande escala no início dos anos 890, o reinado de Alfredo foi bastante monótono. A relativa paz do final dos anos 880 foi marcada pela morte da irmã de Alfredo, Etelsvita, que morreu a caminho de Roma em 888. No mesmo ano, o arcebispo da Cantuária, Etelredo, também morreu. Um ano depois, Gutrum, ou Etelstano o seu nome de batismo, o ex-inimigo de Alfredo e rei da Ânglia Oriental, morreu e foi enterrado em Hadleigh, Suffolk.
A morte de Gutrum marcou uma mudança na esfera política de Alfredo. A morte de Gutrum criou um vazio de poder que incitou outros senhores da guerra, sedentos de poder, e ansiosos pelo seu lugar nos anos seguintes. Os anos tranquilos da vida de Alfredo estavam a chegar ao fim, e a guerra estava no horizonte.

### Novos ataques viquingues repelidos (anos 890)
Depois de mais um período de calma, no outono de 892 ou 893, os dinamarqueses atacaram novamente. Encontraram a sua posição na Europa continental precária, cruzaram a Inglaterra em 330 navios em duas divisões. Entrincheirados, o corpo maior em Appledore, Kent, e o menor, sob Hastein, em Milton, também em Kent. Os invasores trouxeram as suas esposas e filhos com eles, indicando uma tentativa significativa de conquista e colonização. Alfredo, em 893 ou 894, assumiu uma posição de onde podia observar ambas as forças.
Enquanto ele estava em negociações com Hastein, os dinamarqueses em Appledore quebraram e atingiram o noroeste. Eles foram surpreendidos pelo filho mais velho de Alfredo, Eduardo, e foram derrotados num combate geral no Farnham em Surrey. Eles refugiaram-se numa ilha em Thorney, em Hertfordshire Rio Colne, onde foram bloqueados e foram finalmente forçados a submeter-se. A força caiu em Essex e, depois de sofrer outra derrota em Benfleet, uniram-se à força de Hastein em Shoebury.
Alfredo estava a caminho para aliviar o seu filho em Thorney quando ouviu que os Nortúmbrios e os dinamarqueses este anglianos sitiavam Exeter e uma fortaleza sem nome na costa norte de Devon. Alfredo imediatamente correu para oeste e levantou o cerco de Exeter. O destino do outro lugar não é conhecido. Enquanto isto ocorria, a força estabelecida sob Hastein marchou até ao Vale do Tamisa, possivelmente com a ideia de ajudar os seus amigos, no oeste. Mas eles foram recebidos por uma grande força dos três grandes ealdormanos de Mércia, Wiltshire e Somerset, e forçando a frente para o noroeste, finalmente os alcançaram e bloquearam em Buttington. Alguns identificam isto como Buttington Tump na foz do rio Wye, outros como Buttington perto de Welshpool. Uma tentativa de romper as linhas inglesas foi derrotada. Os que escaparam recuaram para Shoebury. De seguida, após a recolha de reforços, eles fizeram uma invasão repentina em toda a Inglaterra e ocuparam as muralhas romanas arruinadas de Chester. Os Ingleses não tentaram um bloqueio de inverno, mas contentaram-se em destruir todas os abastecimentos no distrito. No início de 894 (ou 895), a necessidade de alimentos obrigou os dinamarqueses a retirarem-se mais uma vez para Essex. No final deste ano e no início de 895 (ou 896), os dinamarqueses enviaram os seus navios pelo rio Tamisa e pelo Rio Lea e fortificaram-se 20 milhas (32 km) a norte de Londres. Um ataque direto contra as linhas dinamarquesas falhou, mas, no final do ano, Alfredo viu uma forma de obstruir o rio, de modo a impedir a saída dos navios dinamarqueses. Os dinamarqueses perceberam que estavam encurralados. Eles atacaram o norte - oeste e o inverno no Cwatbridge perto Bridgnorth. No ano seguinte, 896 (ou 897), eles desistiram da luta. Alguns retiraram-se para a Nortúmbria, e outros para a Ânglia Oriental. Aqueles que não tinham ligações na Inglaterra retiraram-se de volta para o continente.

## Reorganização militar

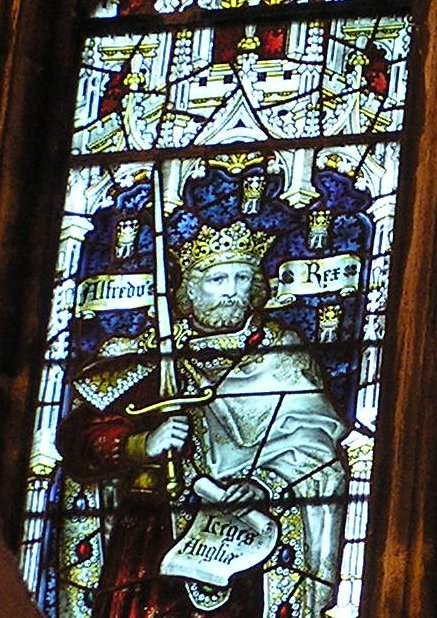
O rei Alfredo retratado em um vitral de por volta de 1905 na Catedral de Bristol.

As tribos germânicas que invadiram a Grã-Bretanha nos séculos V e VI usavam a infantaria não armada fornecida pela sua contribuição tribal, e foi sobre este sistema que o poder militar dos vários reinos do início da Inglaterra anglo-saxã dependia. O fyrd era uma milícia local no condado anglo-saxão, no qual todos os homens livres tinham de servir, aqueles que recusavam o serviço militar foram sujeitos a multas ou à perda das suas terras. De acordo com o código de leis do rei Ine de Wessex, emitido em cerca de 694:
Se um nobre que detém terra negligencia o serviço militar, ele deverá pagar 120 xelins e perder a sua terra, um nobre que não detém qualquer terra deve pagar 60 xelins; um plebeu deve pagar uma multa de 30 xelins por negligenciar o serviço militar.
A história de Wessex em 878 enfatizou que o sistema tradicional de batalha que Alfredo tinha herdado favoreceu os dinamarqueses. Embora tanto os anglo-saxões como os dinamarqueses atacassem povoações para aproveitar a riqueza e outros recursos, empregaram nesses ataques estratégias muito diferentes. Nas suas incursões, os anglo-saxões tradicionalmente preferiam atacar de frente, reunindo as suas forças numa parede de escudos, avançando contra o seu objectivo e superando a parede que se aproximava empacotada contra eles na defesa.
Em contraste, os dinamarqueses preferiam escolher alvos fáceis, mapeando incursões cautelosamente projetadas para evitar o risco de todo o seu saque acumular com os ataques de alto risco para obter mais. Alfredo determinou que a sua estratégia era lançar ataques em menor escala a partir de uma segura base reforçada defensável para que pudessem recuar os seus atacantes face a uma resistência forte.
Estas bases foram preparadas com antecedência, muitas vezes através da captura de uma propriedade e aumentando as suas defesas com fossos, muralhas e paliçadas. Uma vez no interior da fortificação, Alfredo percebeu, que os dinamarqueses apreciavam a vantagem, melhor situados para aguentar mais que seus adversários ou esmagá-los com um contra-ataque como as disposições e resistência das forças sitiantes diminuíam.
A forma como eles dispunham as forças para se defender contra saqueadores também deixou os anglo-saxões vulneráveis aos viquingues. Era a responsabilidade do fyrd lidar com ataques locais. O rei poderia chamar a milícia nacional para defender o reino, no entanto, no caso de incursões de ataque e fuga, por viquingues, problemas com a comunicação e o aumento de suprimentos significava que a milícia nacional não poderia ser reunida com a rapidez necessária, uma vez que só depois dos ataques estarem em andamento é que se chamava os proprietários das terras para reunirem os homens para a batalha, e grandes regiões poderiam ser devastadas antes da milícia recém-montada chegar. E, embora os proprietários obrigados pelo rei a fornecerem esses homens quando chamados, durante os ataques em 878, muitos deles de forma oportunista abandonaram o seu rei e colaboraram com Gutrum.
Com estas lições em mente, Alfredo capitalizou os anos relativamente pacíficos imediatamente após a sua vitória em Edington, concentrando-se numa reestruturação ambiciosa das defesas militares de seu reino. Numa viagem a Roma, Alfredo tinha ficado com Carlos, o Calvo, e é possível que ele possa ter estudado como os reis carolíngios tinha lidado com o problema viquingue, e aprendendo com a sua experiência foi capaz de montar um sistema de tributação e de defesa para o seu próprio reino. Além disso, havia um sistema de fortificações na Mércia pré-viquingue, que também pode ter sido uma influência. Assim, quando os ataques viquingues voltaram em 892, Alfredo estava melhor preparado para enfrentá-los com uma posição, o exército de campo móvel, uma rede de guarnições, e uma pequena frota de navios que navegam nos rios e estuários.

### Administração e taxação
Inquilinos na Inglaterra anglo-saxã tinha uma obrigação com base na sua tríplice fundiária, os chamados "encargos comuns" do serviço militar, o trabalho de fortaleza, e de reparação da ponte. Esta obrigação tríplice tem sido tradicionalmente chamado  trinoda neccessitas ou trimoda neccessitas.
Para manter os fortes, e reorganizar a milícia como um exército permanente, Alfredo expandiu o sistema de recrutamento de imposto e com base na produtividade das terras de um inquilino. A hida foi a unidade básica do sistema no qual foram avaliados obrigações públicas do inquilino. A hida é considerado para representar a quantidade de terra necessária para sustentar uma família. A hida difere em tamanho de acordo com o valor e os recursos da terra. Sendo que o proprietário teria que oferecer um serviço com base em quantas hida possuía.

### Sistema de fortificações
O centro do sistema de defesa militar reformado de Alfredo foi a rede de fortificações (burhs), distribuídas em pontos estratégicos por todo o reino. Havia trinta e três espaçadas aproximadamente por 30 km (19 milhas) de distância, permitindo aos militares enfrentar os ataques em qualquer lugar do reino num único dia.
Os Burhs de Alfredo variaram desde antigas cidades romanas, como Winchester, onde as muralhas de pedra foram reparadas e fossos acrescentados, paredes de barro enormes cercadas por fossos largos provavelmente reforçados com revestimentos de madeira e paliçadas, como em Burpham, Sussex. O tamanho dos burhs variou desde pequenos postos como Pilton a grandes fortificações estabelecidas em cidades, sendo a maior em Winchester.
Um documento contemporâneo agora conhecido como o Burghal Hidage fornece uma visão sobre como o sistema funcionava. Este lista o "hidage" para cada uma das cidades fortificadas contidas no documento. Por exemplo Wallingford tinha um hidage de 2,4 mil o que significa que os proprietários de terras ali eram responsáveis pelo fornecimento e alimentação de 2,4 mil homens, o número suficiente para manter 9,9 mil pés (3,0 km) da muralha. Um total de 27 071 soldados foram necessárias em todo o sistema, ou aproximadamente um em cada quatro de todos os homens livres em Wessex.
Muitos dos burhs eram cidades gémeas construídas sobre um rio e ligadas por uma ponte fortificada, como aquelas construídos por Carlos, o Calvouma geração antes. Os duplos burh bloquearam a passagem sobre o rio, forçando os barcos viquingues a navegar sob uma ponte repleta de homens armados com pedras, lanças ou flechas. Outros burhs foram localizados perto de moradias reais fortificadas permitindo que o rei controlasse melhor as suas fortalezas.
Esta rede de burhs bem guarnecidas colocou obstáculos significativos para os invasores viquingues, especialmente aqueles carregados de despojos. O sistema ameaçava rotas e comunicações viquingues tornando-se muito mais perigoso para os ataques viquingue. No entanto, aos viquingues faltava o equipamento necessário para realizar um cerco contra o burh e uma doutrina desenvolvida de cerco, tendo adaptado os seus métodos de luta para contra-ataques rápidos e retiradas desimpedidas para fortificações bem defendidas. As únicas opções deles era morrer de fome ou a submissão, mas isso permitiu que o rei tivesse tempo para enviar ajuda através do seu exército de campo móvel ou guarnições de burhs vizinhas. Nestes casos, os viquingues eram extremamente vulneráveis à perseguição por forças militares conjuntas do rei. O sistema de burh de Alfredo era um desafio formidável contra o ataque viquingue que, quando estes voltaram em 892 e com sucesso invadiram uma fortaleza metade construída e mal guarnecida até ao estuário Lympne em Kent, os anglo-saxões foram capazes de limitar a sua penetração nas fronteiras externas de Wessex e Mércia.
O sistema burghal de Alfredo foi revolucionário na sua concepção estratégica e potencialmente caro na sua execução.

### Marinha Inglesa
Alfredo também colocou a sua mão no desenho naval. Em 896, ele ordenou a construção de uma pequena frota, talvez uma dúzia de navios longos, que, com 60 remos, eram duas vezes maiores que os navios de guerra viquingue. Este não era, como os vitorianos declararam, o nascimento da Marinha Inglesa. Wessex possuía uma frota real antes deste acontecimento. O Rei Etelstano de Kent e o ealdormano Ealhhere haviam derrotado uma frota viquingue em 851, capturando nove navios, e o próprio Alfredo havia realizado ações navais em 882.
Mas, claramente, o autor da Crónica anglo-saxã e, provavelmente, o próprio Alfredo consideraram 897 como marcante no importante desenvolvimento do poder naval de Wessex. O cronista lisonjeia o seu patrono real referindo que os navios de Alfredo eram não só maiores, mas mais rápidos, mais estáveis e mais á superfície  na água do que qualquer navio dinamarquês ou Frisío. É provável que, sob a tutela clássica de Asser, Alfredo utiliza-se o design dos navios de guerra gregos e romanos, com laterais elevadas, projetadas para o combate e não para navegação.
Alfredo tinha o poder do mar em mente - se ele poderia interceptar frotas atacantes antes delas desembarcarem, ele poderia poupar o seu reino a da devastação. Os navios de Alfredo podem ter sido superiores em concepção. Na prática, eles provaram ser muito grandes para serem bem manobrados nas águas próximas dos estuários e rios, os únicos lugares em que uma batalha naval poderia ocorrer.
Os navios de guerra da época não foram projetados para serem navios assassinos, mas para transporte de tropas. Tem sido sugerido que, de forma similar batalhas navais foram travadas no final idade viquingue na Escandinávia; estas batalhas navais podem ter levado a que um navio se tenha posto a par com um navio inimigo, altura em que a tripulação iria atacar os dois navios antes de embarcar na embarcação do inimigo. O resultado foi, efetivamente, uma batalha terrestre envolvendo combates corpo-a-corpo a bordo dos dois navios fustigados.
No primeiro confronto naval registado no ano de 896, a nova frota de nove navios de Alfredo interceptou seis navios viquingues na foz de um rio não identificado ao longo do sul da Inglaterra. Os dinamarqueses tinham encalhado metade dos seus navios, e ido para o interior, quer para descansar os seus remadores ou para procurar alimentos. Os navios de Alfredo imediatamente se moveram para bloquear sua fuga para o mar. Os três navios viquingues à tona tentaram romper as linhas inglesas. Apenas um fez; Os navios de Alfredo interceptaram os outros dois.
A ancoragem dos barcos viquingues por eles próprios, fez com que a tripulação inglesa embarcasse nos navios do inimigo e começasse a matar todos a bordo. O único navio que escapou conseguiu fazê-lo apenas porque todos os navios pesados de Alfredo ficaram enterrados quando a maré desceu. O que se seguiu foi uma batalha terrestre entre as tripulações dos navios enterrados. Os dinamarqueses, em muito menor número, teriam sido dizimados se a maré não tivesse subido. Quando isto ocorreu, os dinamarqueses voltaram para os seus barcos, que eram mais leves, e com rascunhos superficiais, foram libertados antes dos navios de Alfredo. Impotente, o Inglês observou como os viquingues remavam para passar por eles.
Os piratas tinham sofrido tantas baixas (120 dinamarqueses mortos contra 62 frisíos e Ingleses), que tinham dificuldades em voltar para o mar. Todos estavam muito feridos para remar em torno de Sussex e dois dirigiram-se contra a costa de Sussex (possivelmente em Selsey Bill). Os náufragos foram levados perante Alfredo em Winchester e foram enforcados.

## Reforma Legal

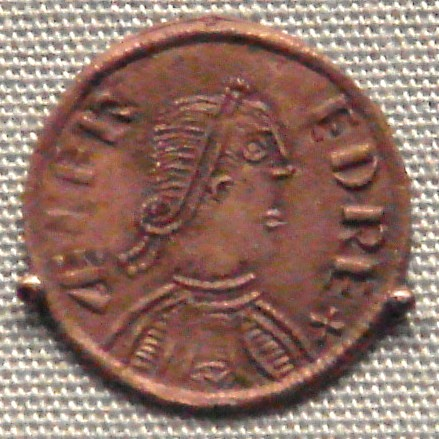

Nos anos 880 ou no início dos 890, Alfredo emitiu um longo domboc ou código de leis, que consistia nas suas leis "próprias", seguido um código emitido pelo seu falecido antecessor do século VII, rei Ine de Wessex. Juntas, estas leis estão organizadas em 120 capítulos.
Alfredo destacou, em especial, as leis que foram "encontradas nos dias de Ine, meu parente, ou Offa, rei dos mercianos, ou Rei Etelberto de Kent, que foram os primeiros entre os ingleses a recebe o batismo". Ele anexou ao invés de integrar as leis de Ine no seu código, e apesar de ter incluído, como tinha feito Etelberto, uma escala de pagamentos para indemnização por danos a várias partes do corpo, as duas tarifas de lesão não estão alinhadas. Offa não é conhecido por ter emitido um código de lei, o principal historiador, Patrick Wormald, a especular que Alfredo tinha em mente a capitular legatine de 786 que foi apresentado ao Offa por dois legados papais.
Cerca de um quinto do código de lei é ocupado pela introdução de Alfredo, que inclui traduções em inglês do Decálogo, alguns capítulos do Livro do Êxodo, e a "Carta Apostólica" dos Atos dos Apóstolos (15:23-29). A introdução pode ser melhor entendida como uma meditação de Alfredo sobre o sentido da lei cristã. Ela traça a continuidade entre dom da lei de Deus a Moisés e a própria emissão da lei de Alfredo ao povo saxão ocidental. Ao fazer isto, ele liga o passado santo ao presente histórico e representa a doação da lei de Alfredo como um tipo de legislação divina.
Esta é a razão pela qual Alfredo dividiu o seu código em exatamente 120 capítulos: 120 foi a idade com que Moisés morreu e, no simbolismo do número dos primeiros exegetas bíblicos medievais, 120 ficou como por lei.  A ligação entre a Lei de Moisés e o código de Alfredo é a "Carta Apostólica", que explicou que Cristo "veio não para destruir ou anular os mandamentos, mas para cumpri-los, e ele ensinou misericórdia e mansidão" (Intro, 49,1). A misericórdia que Cristo inspira pela Lei Mosaica subjaz às tarifas de lesões que figuram tão proeminente nos códigos de leis bárbaras, desde sínodos cristãos "estabelecido, através desta misericórdia que Cristo ensinou que, para quase todos os delitos de primeira ofensa aos senhores seculares podem com sua permissão receber sem pecado a compensação monetária, que eles então fixaram".
O único crime que não poderia ser compensado com o pagamento de dinheiro é a traição de um senhor, "uma vez que Deus Todo-Poderoso não julga aqueles que o desprezaram, nem Cristo, o Filho de Deus, julgou aquele que o traiu à morte; e Ele ordenou que todos amassem o seu senhor, como a Ele mesmo". A transformação de Alfredo a partir do mandamento de Cristo "Ame o teu próximo como a ti mesmo" (Mt 22:39-40) amar o seu senhor laico como seria amar o Senhor Cristo, assim se destaca a importância que Alfredo coloca sobre o senhorio, que ele entendeu como um vínculo sagrado instituído por Deus para o governo do homem.
Quando se muda a introdução do domboc às próprias leis, é difícil descobrir qualquer arranjo lógico. A impressão que se recebe é a de uma miscelânea de leis diversas. O código de lei, como tem sido preservado, é singularmente inadequado para uso em processos judiciais. Na verdade, várias das leis de Alfredo contradizem as leis de Ine que fazem parte integrante do código. A explicação de Patrick Wormald é a de que o código de lei de Alfredo deve ser entendido não como um manual legal, mas como um manifesto ideológico da realeza, "projetado mais para o impacto simbólico do que para o sentido prático". Em termos práticos, a lei mais importante do código pode muito bem ser a primeira: "Ordenamos, o que é mais necessário, que cada homem mantenha cuidadosamente o seu juramento e a sua promessa", que expressa um princípio fundamental do direito anglo-saxão.
Alfredo dedicou uma considerável atenção e pensamento às questões judiciais. Asser ressalta a sua preocupação com a justiça judicial. Alfredo, de acordo com Asser, insistiu em rever acórdãos impugnados feitos pelos seus ealdormanos e reeves, e "olhava cuidadosamente para quase todos os julgamentos que eram passados [emissão] na sua ausência em qualquer lugar do reino, para ver se eram justos ou injustos". Uma carta do reinado de seu filho, Eduardo, o Velho retrata Alfredo como ter ouvido um tal apelo em seu quarto, enquanto lavava as mãos.
Asser representa Alfredo como um juiz salomônico, meticuloso nas suas próprias investigações judiciais e crítico dos funcionários reais que prestavam julgamentos injustos ou insensatos. Embora Asser nunca mencione o código de leis de Alfredo, ele diz que Alfredo insistiu para que os seus juízes fossem alfabetizados para que pudessem aplicar-se "na a busca da sabedoria". O não cumprimento desta ordem real deveria ser punida com a perda do cargo.
A Crónica Anglo-saxã, encomendada na época de Alfredo, foi provavelmente escrita para promover a unificação (da Inglaterra), ao passo que de A Vida do Rei Alfredo de Asser promove as realizações de Alfredo e qualidades pessoais. É possível que o documento tenha sido concebido desta forma, para que pudesse ser disseminado no País de Gales, já que Alfredo tinha adquirido recentemente soberania desse país.

## Relações Estrangeiras
Asser  fala de maneira grandiosa sobre as relações de Alfredo com potências estrangeiras, ainda que não haja muita informação disponível a este respeito. O seu interesse em países estrangeiros é demonstrado pelas inserções que fez na tradução de Orósio. Ele certamente manteve correspondência com Elias III, o patriarca de Jerusalém, e enviou provavelmente uma missão à Índia em honra de São Tomás Apóstolo, cujo túmulo foi encontrado a repousar naquele país. Contactos foram também feitos com o califa de Bagdá. As embaixadas de Roma que asseguravam a salvação das almas inglesas ao papa eram bastante frequentes; Por volta de 890, Vulstano de Haithabu empreendeu uma viagem de Haithabu na Jutlândia ao longo do Mar Báltico à cidade prussiana de Truso. Vulstano deu detalhes de sua viagem a Alfredo.
As relações de Alfredo com os príncipes celtas na metade ocidental da Grã-Bretanha são mais claras. Comparativamente ao início do seu reinado, de acordo com Asser, os príncipes de Gales do Sul, em virtude da pressão sobre eles a partir de North Wales e Mércia, elogiaram Alfredo. Mais tarde, o reino do norte galês seguiu seu exemplo, e este último cooperou com o Inglês na campanha de 893 (ou 894). O facto de Alfredo ter enviado esmolas aos mosteiros irlandeses e Continentais pode ser tomado como algo da autoria de Asser. A visita dos três peregrinos "escoceses" (ou seja, irlandeses) a Alfredo em 891 é, sem dúvida, autêntica. A história de que ele mesmo na sua infância foi enviado à Irlanda para ser curado por São Modwenna, embora mítico, pode demonstrar o interesse de Alfredo naquela ilha.

## Religião e Cultura

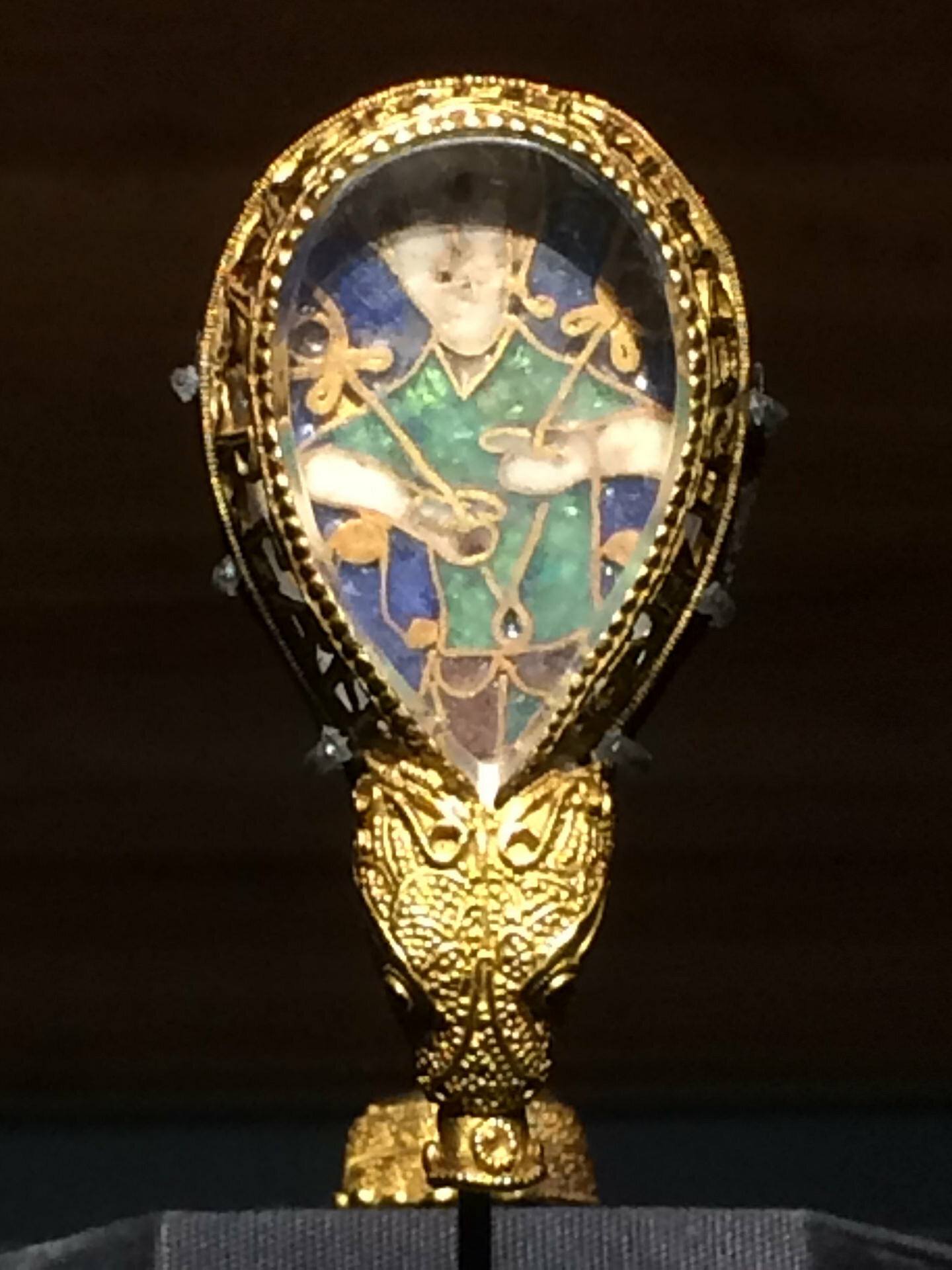

Na década de 880, ao mesmo tempo que ele estava "bajulando e ameaçando" os seus nobres para construir e equipar as burhs, Alfredo, talvez inspirado pelo exemplo de Carlos Magno quase um século antes, empreendeu um esforço igualmente ambicioso para reviver aprendizagem. Isto implicou o recrutamento de estudiosos clericais de Mércia, País de Gales e do exterior para aumentar o teor do tribunal e do episcopado, a criação de uma escola de corte para educar os seus próprios filhos, os filhos dos seus nobres, e os meninos intelectualmente promissores de menor nascimento; uma tentativa de exigir a alfabetização naqueles que detinham cargos de autoridade, uma série de traduções para o vernáculo do latim dizem que o rei considera "mais necessário para todos os homens de saber", a compilação duma crónica detalhando a ascensão do reino Alfredo e da casa, com uma genealogia que se estendia até Adão, dando assim aos reis saxões do Ocidente uma ancestralidade bíblica.
Muito pouco se sabe da igreja sob Alfredo. Os ataques dinamarqueses tinham sido particularmente prejudiciais para os mosteiros, apesar de Alfredo fundar mosteiros na Athelney e Shaftesbury, as primeiras novas casas monásticas em Wessex desde o início do século VIII. De acordo com Asser, Alfredo atraiu monges estrangeiros para Inglaterra para o seu mosteiro em Athelney dado haver pouco interesse dos moradores em assumir a vida monástica.
Alfredo não realizou nenhuma reforma sistemática das instituições eclesiásticas ou práticas religiosas em Wessex. Para ele, a chave para o renascimento espiritual do reino foi a de nomear bispos e abades piedosos, a aprendizagem, e a confiança. Como rei, ele via-se como responsável tanto pelo bem-estar material como pelo espiritual dos seus súbditos. Autoridade secular e espiritual não eram categorias distintas para Alfredo.
Ele foi igualmente confortável distribuindo a sua tradução de Grande Pastoral de Gregory aos seus bispos para que eles pudessem melhor treinar e supervisionar os sacerdotes, e usando os mesmos bispos como funcionários e juízes reais. Nem a sua piedade impediu de expropriar terras da igreja localizadas estrategicamente, especialmente fazendas ao longo da fronteira com o Danelaw, e transferi-las para thegns reais e funcionários que poderiam melhor defendê-los contra-ataques viquingues.

### Impacto dos ataques dinamarqueses na educação
Os ataques dinamarqueses tiveram um impacto devastador sobre a aprendizagem em Inglaterra. Alfredo lamentou no prefácio da sua tradução da Pastoral de Gregório que "a aprendizagem tinha declinado tão completamente na Inglaterra que havia muito poucos homens deste lado do Humber que pudessem entender os seus serviços divinos em inglês, ou mesmo traduzir uma única letra do latim para inglês, e eu suponho que não havia muitos além do Humber também". Sem dúvida, Alfredo exagerava dramaticamente em sua descrição para destacar o estado abismal em que a aprendizagem se encontrava na Inglaterra de sua juventude. Que a aprendizagem latina não tinha sido obliterada é evidenciado pela presença no seu tribunal de clérigos da Mércia e saxões do oeste, como Plegmundo, Verferto e Vulfsige.
A produção de manuscritos na Inglaterra caiu vertiginosamente em torno da década de 860, quando as invasões viquingues realmente começaram, somente sendo revivida no final do século. Numerosos manuscritos anglo-saxões foram queimados junto com as igrejas que os abrigavam. E um diploma solene da Igreja de Cristo, (atual Catedral de Cantuária) datado de 873, é tão mal construído e escrito que o historiador Nicholas Brooks, postulou que um escriba que ou era tão cego que ele não poderia ler o que ele escreveu ou que sabia pouco ou nenhum latim. "É claro", Brooks conclui, "que a igreja metropolitana [da Cantuária] deve ter sido incapaz de fornecer qualquer treinamento eficaz nas escrituras ou na adoração cristã".

### Estabelecimento de uma escola judicial
Seguindo o exemplo do imperador Carlos Magno, Alfredo estabeleceu uma escola judicial para a educação dos seus filhos, dos da nobreza, e "e os de baixo nascimento". Ali estudavam livros em inglês e latim e "dedicavam-se a escrever, de tal forma .... eles eram vistos como estudantes dedicados e inteligentes de artes liberais". Ele recrutou os estudiosos do continente e da Grã-Bretanha para ajudar na revitalização do ensino cristão em Wessex, e fornecer a instrução pessoal do rei.
Grimbaldo, monge da Abadia de São Bertin, e João, o Saxão, abade de Athelney, vieram da Frância; Plegmundo (a quem Alfredo nomeou arcebispo da Cantuária em 890), o Bispo Verferto de Worcester, Etelstano, e os capelães reais Vervulfo, de Mércia; e Asser, de St. David, no sudoeste do País de Gales.

### A defesa da educação em língua Inglesa
As ambições educacionais de Alfredo parecem ter se estendido para além da criação de uma escola judicial. Acreditando que sem sabedoria cristã não poderia haver nem prosperidade nem sucesso na guerra, Alfredo destinou "para definir a aprendizagem (contanto que eles não fossem úteis para algum outro emprego) todos os jovens nascidos livres na Inglaterra, que tivessem os meios para requere-la". Consciente da decadência da alfabetização Latina no seu reino, Alfredo propôs que o ensino primário fosse ministrado em Inglês, e que aqueles que desejassem avançar para as ordens sagradas continuassem seus estudos em Latin.
Um problema, no entanto, foi que havia poucos "livros de sabedoria" escritos em inglês. Alfredo procurou remediar esta situação através de um programa ambicioso centrado na tradução para o Inglês dos livros que ele considerava "mais necessários para todos os homens conhecerem". Não se sabe quando Alfredo lançou este programa, mas pode ter sido durante os 880s quando Wessex estava desfrutando de uma pausa de ataques viquingues. Alfredo foi considerado o autor de muitas destas traduções, porém, recentemente, isto foi posto em dúvida na maioria dos casos. Estudiosos mais frequentemente se referem a estas traduções como "Alfredianas", indicando que elas provavelmente elas foram patrocinadas por ele e não que tenham sido traduzidas por ele.
Além da perda de Handboc ou Encheiridion, que parecem ter sido livros de registro e consulta de referências, mantidos pelo rei, a primeira obra a ser traduzida foram os Diálogos de São Gregório Magno, um livro muito popular na Idade Média. A tradução foi realizada por ordem de Alfredo por Werferth, bispo de Worcester, com o rei a escrever o prefácio. Notavelmente, Alfredo, sem dúvida, com o conselho e ajuda dos seus estudiosos judiciais, traduziu quatro obras: de Gregory, o Grande Pastoral, de Boecio a Consolação de Filosofia, Soliloquies de Santo Agostinho, e os primeiros cinquenta salmos do Saltério.
Pode juntar-se à lista de traduções de Alfredo, no seu código de leis, excertos do livro de Êxodo. As versões em inglês antigo de Histórias contra os pagãos de Paulo Orósio e História Eclesiástica do Povo Inglês de Bede não são muito aceitas pelos estudiosos como traduções do próprio Alfredo, devido às diferenças lexicais e de estilo. No entanto, o consenso é de que eles faziam parte do programa de tradução dele. Simon Keynes e Michael Lapidge fazerem esta mesma sugestão para Leechbookand de Bald e para o anônimo Old English Martyrology.
O prefácio tradução de Alfredo de Cuidado Pastoral do Papa Gregório, o Grande, explica o porquê dele achar necessário traduzir obras como esta do latim para o Inglês. Embora ele tenha descrito o seu método como traduzindo "às vezes, palavra por palavra, às vezes sentido por sentido", a tradução, na realidade, se mantém muito perto do original, embora, através da sua escolha de linguagem, ele mescla os limites das distinções entre autoridade espiritual e secular. Alfredo pretende que a sua tradução seja usada e distribuída a todos os seus bispos.
Consolação da Filosofia de Boécio foi o manual filosófico mais popular da Idade Média. Ao contrário da sua tradução do Cuidado Pastoral, Alfredo aqui segue muito livremente o original e, embora o falecido Dr. G. Schepss tenha demonstrado que muitos dos acréscimos ao texto devem ser rastreados não como tradução do próprio Alfredo, mas ao vocabulário e aos comentários usados, ainda há muito no trabalho que é característico da tradução e foi levado a refletir as filosofias de realeza de Alfredo. É em Boécio que a muito citada frase aparece: " A Minha vontade era viver dignamente o tempo que eu vivi, e depois da minha vida deixar para os que viriam depois a minha memória em boas obras" O livro chegou até nós em apenas dois manuscritos. Em um deles a escrita é em prosa, no outro uma combinação de prosa e verso.
O último manuscrito foi severamente danificado nos séculos XVIII e XIX, e a autoria do verso tem sido muito disputada; mas provavelmente é também de Alfredo. Na verdade, ele escreve no prelúdio que primeiro criou uma obra em prosa e, em seguida, usou como base para seu poema Metros de Boécio. Ele passou grande parte do tempo a trabalhar nestes livros, que nos dizem que ele escreveu gradualmente através dos muitos momentos de stress do seu reinado para refrescar a sua mente. Da autenticidade da obra como um todo, parece haver pouca dúvida.
A última obra Alfrediana é aquela à qual se deu o nome Blostman, ou seja, "Flores" ou Antologia. A primeira metade é baseada principalmente nos Soliloquias de Santo Agostinho de Hipona, o restante é elaborado a partir de várias fontes, e contém muito do que é  próprio e muito característico de Alfredo. As últimas palavras podem ser uma citação, pois eles formam um epitáfio apropriado para o mais nobre dos reis ingleses. "Portanto, ele parece-me um homem muito tolo, e verdadeiramente miserável, que não vai aumentar o seu entendimento enquanto está no mundo, e sempre deseja e anseia alcançar essa vida eterna, onde tudo será esclarecido". Alfredo aparece como uma personagem no poema do século XIII ou XII A Coruja e o Rouxinol, onde sua sabedoria e habilidade com os provérbios é elogiada. Os Provérbios de Alfredo, um trabalho do século XIII, contém palavras que não são susceptíveis de terem origem em Alfredo mas atestam a sua reputação póstuma medieval de sabedoria.
A jóia de Alfredo, descoberta em Somerset, em 1693, tem sido associada com o rei Alfredo por causa da sua inscrição em Inglês Antigo "Aelfred MEC HEHT GEWYRCAN" (Alfred ordenou-me ser feita). A jóia é de cerca de 2 1/2 polegadas (6,4 centímetros) de comprimento, feita de ouro filigrana, com uma peça finamente polida de cristal de quartzo encrustada, sob a qual está uma cloisonné de placa de esmalte, com uma imagem esmaltada de um homem segurando cetros floriate, talvez personificando a visão ou a Sabedoria de Deus.
Está ligada a uma haste fina ou vara. A joia certamente data do reinado de Alfredo. Embora a sua função seja desconhecida, tem sido frequentemente sugerido que a joia foi um dos æstels -ponteiros para leitura- que Alfredo ordenou que fossem enviados para cada bispado acompanhando uma cópia da sua tradução de Cuidado Pastoral. Cada æstel valeu a soma de 50 mancuses, que se encaixa bem com o acabamento de qualidade e materiais caros da jóia de Alfredo".
O historiador Richard Abéis vê as reformas educacionais e militares de Alfredo como complementares. Restaurando a religião e a aprendizagem em Wessex, Abéis afirma que foi a mente de Alfredo essencial para a defesa de seu reino como a construção das burhs. Como Alfredo observou no prefácio da sua tradução em inglês de Gregory, o Grande, Cuidado Pastoral, os reis que deixam de obedecer ao seu dever divino de promover a aprendizagem podem esperar punições terrena sobre os seus povos. A busca da sabedoria, que assegurou aos seus leitores do Boécio, era o caminho mais seguro para o poder: "Estude sabedoria, então, quando você aprendê-la, não a condene, porque eu vos digo que por seus meios você pode, sem falhar atingir o poder, sim, apesar de não desejá-lo".
O retrato da resistência saxã aos viquingues por Asser e a crónica como uma guerra santa cristã era mais do que mera retórica ou "propaganda". Refletia a própria crença de Alfredo numa doutrina de recompensas e punições divinas enraizadas numa visão de uma ordem mundial cristã hierárquica na qual Deus é o Senhor, a quem os reis devem obediência e através de qual eles derivam a sua autoridade sobre os seus seguidores. A necessidade de convencer os seus nobres a realizar trabalhos para o "bem comum" levou Alfredo e os seus estudiosos judiciais a fortalecer e aprofundar a concepção de realeza cristã que ele tinha herdado através da construção sobre o legado dos reis anteriores, como Offa, bem como escritores clericais como Beda, Alcuíno e outros luminares do renascimento carolíngio. Este não era um uso cínico da religião para manipular os seus súditos em obediência, mas um elemento intrínseco na visão do mundo de Alfredo. Ele acreditava que, assim como outros reis da Inglaterra do século IX e Frância, que Deus lhe havia confiado o bem-estar espiritual e física de seu povo. Se a fé cristã caiu em ruínas no seu reino, se o clero era muito ignorante para entender as palavras latinas que massacraram os seus escritórios e liturgias, se os antigos mosteiros e igrejas colegiais estava abandonados por indiferença, ele era responsável diante de Deus, como Josias tinha sido. A responsabilidade final de Alfredo foi o cuidado pastoral do seu povo.

## Aparência e caráter
Asser escreveu sobre Alfredo na sua Vida do rei Alfredo,
"Agora, ele é muito amado, mais do que todos os seus irmãos, por seu pai e mãe - na verdade, por todo a gente - com um amor universal e profundo, ele foi sempre educado na corte real e em mais nenhum outro lugar ... [Ele] foi visto a ser mais gracioso na aparência do que seus outros irmãos, e mais agradável em forma, fala e comportamento ... [e] a despeito de todas as demandas da vida atual, tem sido o desejo de sabedoria, mais do que qualquer outra coisa, juntamente com a nobreza de seu nascimento, que têm caracterizado a natureza de seu nobre espírito".
Também foi escrito por Asser que Alfredo não aprendeu a ler até aos 12 anos de idade ou mais tarde, o que é descrito como "vergonhosa negligência" de seus pais e tutores. É verdade, porém, que Alfredo era um excelente ouvinte e tinha uma memória incrível, e que retinha a poesia e os salmos muito bem. A história é contada por Asser sobre como a sua mãe segurava um livro de poesia Inglesa para ele e seus irmãos, e dizia: "Vou dar este livro para aquele de vocês que possa aprender a lê-lo mais rapidamente". Depois animadamente Alfredo perguntou: 'Será que você realmente dará este livro a um de nós que o compreenda rapidamente e recite para ti?". Alfredo, em seguida, levou-o ao seu professor, aprendeu a lê-lo, e recitou-o à sua mãe.

Alfredo também é conhecido por transportar um pequeno livro, provavelmente uma versão antiga de um pequeno caderno de bolso, que continha muitos salmos e orações que ele foi colectando. Asser escreveu: 
"ele recolheu num único livro, como eu próprio já vi, no meio de todos os assuntos da vida presente ele levou-o a todos os lugares por causa da oração, e era inseparável dele".
Um excelente caçador em todos as áreas, Alfredo é lembrado como um caçador entusiasta cujas habilidades ninguém poderia comparar. No entanto, está registado que as suas habilidades e sucessos não eram usados em vão.
Embora ele fosse o mais novo dos seus irmãos, foi provavelmente o de mais mente aberta. Apesar de se ter tornando um dos maiores guerreiros e forjadores da paz no reino, ele foi um dos primeiros defensores da educação. O seu desejo de aprendizagem poderá ter surgido do seu amor precoce pela poesia inglesa e pela incapacidade de ler ou memorizar fisicamente até mais tarde na vida. Asser escreve que "[Alfredo] não poderia satisfazer o seu desejo naquilo que ele desejava mais, ou seja, as artes liberais; pois, como ele costumava dizer, não havia bons estudiosos em todo o reino dos saxões ocidentais naquele tempo".

## Família
Em 868, Alfredo casou-se com Elesvita, filha de um nobre merciano, Etelredo Mucil, senhor de Gaini. Gaini foi provavelmente um grupo tribal dos mércios. A mãe de Elesvita, Edbura, era um membro da família real da Mércia.
Eles tiveram cinco ou seis filhos, incluindo Eduardo, o Velho, que sucedeu ao seu pai como rei, Etelfleda, que se tornaria Senhora da Mércios por seu próprio direito, e Elfrida, que se casou com o conde Balduíno II da Flandres.
A mãe de Alfredo foi Osburga, filha de Oslac da Ilha de Wight, Chefe Mordomo de Inglaterra. Asser, na sua Vida de Alfredo afirma que isto demonstra que a sua linhagem provém desde os Jutos da Ilha de Wight. Porém, isso é improvável, pois Beda, escritor dos séculos VII e VIII, nos diz que todos eles foram assassinados pelos saxões sob Caedwalla.
Em 2008, o esqueleto da rainha Edite, neta de Alfredo, o Grande, foi encontrado na Catedral de Magdeburgo, em Saxônia-Anhalt, na Alemanha. Foi confirmado em 2010 que esses restos pertencem a ela, um dos primeiros membros da família real Inglesa.
Osferto foi descrito como um parente no testamento do rei Alfredo e ele comprovou cartas numa posição mais elevada, até 934. Uma carta do reinado do Rei Eduardo descreveu-o como irmão do rei, "por engano", segundo Keynes e Lapidge, mas na visão de Janet Nelson, ele provavelmente era um filho ilegítimo do rei Alfredo.
Os filhos de Alfredo e Elesvita eram:
- Etelfleda (c. 869/870 - Tamworth, 12 de junho de 918), casou em 889, com Etelredo, Senhor da Mércia (m. 911);
- Eduardo (874/877 - Farndon-on-Dee, 17 de julho de 924), apelidado "o Velho", sucedeu seu pai como rei de Wessex;
- Etelgiva (875 - 896), abadessa de Shaftesbury;
- Etelvardo (m. 26 de outubro de 920);
- Elfrida (m. 7 de junho de 929), casada com Balduíno II da Flandres.

## Morte, sepultamento e destino dos restos mortais
Alfredo morreu em 26 de outubro de 899. A causa é desconhecida, embora ele tenha sofrido ao longo da sua vida com uma doença dolorosa e desagradável. O seu biógrafo Asser, deu uma descrição detalhada dos sintomas de Alfredo e isso permitiu aos médicos modernos oferecer um possível diagnóstico. Pensa-se que ele tinha a doença de Crohn ou uma doença hemorroidal. O seu neto, o rei Edredo, parece ter sofrido de uma doença similar.
Alfredo foi originalmente enterrado temporariamente na Old Minster, em Winchester. Então, quatro anos após a sua morte, o corpo foi transferido para New Minster (talvez construído especialmente para receber o seu corpo). Quando a New Minster se mudou para Hyde, um pouco a norte da cidade, em 1110, os monges foram transferidos para a Abadia de Hyde, juntamente com o corpo do rei e os de sua esposa, Elesvita, e de filhos, presumivelmente localizados antes do altar-mor.
Logo após a dissolução da abadia em 1539, durante o reinado de Henrique VIII, a igreja foi demolida, deixando os túmulos intactos. Os túmulos reais e muitos outros foram provavelmente redescobertos por acaso em 1788, quando uma prisão estava a ser construída por condenados no local. Os presos cavaram a toda a largura da área do altar, a fim de eliminar os escombros. Os caixões foram despojados do chumbo, e os ossos foram dispersos e perdidos. A prisão foi demolida entre 1846 e 1850. Outras escavações em 1866 e 1897 não foram conclusivas.
As escavações realizadas pelo Serviço de Museus Winchester em 1999, localizaram um segundo poço cavado na frente do local onde estaria localizado o altar-mor, que foi identificado como datando de 1866, uma escavação pelo antiquário amador John Mellor, que alegou terem sido recuperados vários ossos do local que ele disse serem de Alfredo. Estes mais tarde vieram para a posse do vigário da Igreja de São Bartolomeu perto dos enterrados numa cova anónima no cemitério da igreja.
Uma escavação arqueológica em 1999 feita no local da Abadia de Hyde, descobriu os alicerces da abadia e alguns ossos. Os ossos que supostamente seriam os de de Alfredo, revelaram pertencer a uma mulher idosa.
Em março de 2013, a Diocese de Winchester exumou os ossos do túmulo não marcado em St Bartholomew e colocou-os num local seguro. A Diocese não fez nenhuma reivindicação de que eram os ossos de Alfredo, mas a intenção de protegê-los para posterior análise, e da atenção de pessoas cujo interesse pode ter sido provocado pela recente identificação dos restos mortais do rei Ricardo III.
Os ossos foram, posteriormente, datados através do método da datação por radiocarbono, porém os resultados mostraram que eles eram de 1300 e, portanto, sem relação com Alfredo. No entanto, foi anunciado em janeiro de 2014 que um fragmento da pélvis descoberto nas escavações de 1999, no local de Hyde, que tinha ficado posteriormente na sala de armazenamento de um museu de Winchester, foi datado no período correto. Acredita-se que este osso possa pertencer a Alfredo ou ao seu filho, Eduardo, mas essa teoria ainda não foi provada.

## Legado
Alfredo é considerado como santo por alguns católicos, mas uma tentativa pelo rei Henrique VI em 1441 para canonizá-lo não teve sucesso. A Comunhão Anglicana venera-o como um herói cristão, com um dia de festa de 26 de outubro e ele é frequentemente retratado em vitrais de igrejas paroquiais da Igreja de Inglaterra.
Alfredo encomendou ao bispo Asser a sua biografia, o que, inevitavelmente, enfatizou aspectos positivos de Alfredo e não se debruçou sobre os aspectos cruéis que qualquer rei do século IX teria tido. Historiadores medievais posteriores, como Godofredo de Monmouth, também reforçaram a imagem favorável de Alfredo. Na época da Reforma, Alfredo foi visto como sendo um governante cristão devoto, que promoveu o uso do inglês, em vez do latim, e assim as traduções por ele encomendadas foram vistas como não viciadas pelas posteriores influências católicas romanas dos normandos. Consequentemente foram escritores do século XVI, que deram a Alfredo o seu epíteto de "o grande", ao invés de qualquer um dos contemporâneos de Alfredo. O epíteto foi retido por sucessivas gerações de parlamentares e construtores de impérios que viram patriotismo, o sucesso de Alfredo contra a barbárie, a promoção da educação e o estabelecimento do Estado de direito, apoiando os seus próprios ideais.
Um número de estabelecimentos de ensino são nomeados em homenagem a Alfredo. Estes incluem:
- A Universidade de Winchester foi chamada de 'Faculdade do rei Alfredo, Winchester' entre 1928 e 2004, após o que foi rebatizada de "University College Winchester".
- Alfred University e Alfred State College localizados em Alfred, Nova Iorque, são ambos nomeados a partir do rei.
- Em homenagem a Alfredo, a Universidade de Liverpool criou a Cadeira do rei Alfredo de literatura inglesa.
- Academia do rei Alfredo, uma escola secundária em Wantage, Oxfordshire, o local de nascimento de Alfredo.
- King's Lodge School, em Chippenham, Wiltshire é assim chamada porque o local de caça do rei Alfredo era perto do local da escola.
- The King Alfred School & Specialist Sports Academy, Burnham Road, Highbridge é assim chamado devido à sua proximidade com Brent Knoll e Athelney.
- The King Alfred School, em Barnet, no norte de Londres
- The King Alfred Middle School, Shaftesbury, Dorset (extinta após reorganização)
- King's College, Taunton, Somerset.
- Saxonwold Primary School, em Gauteng, África do Sul. Um dos nomes das suas casas provém do rei Alfredo. Os outros são Beda, Caedmon, e Dunston.

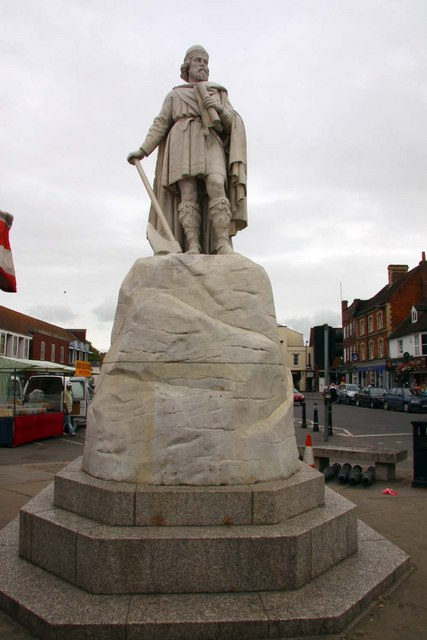
Estátua em Wantage.

A Marinha Real Britânica nomeou um navio e duas instalações na costa de HMS King Alfred, e um dos primeiros navios da Marinha norte-americana foi nomeado USS Alfred em sua honra.
Clive Donner dirigiu o filme de Alfredo, o Grande, em 1969, com David Hemmings interpretando Alfredo.
Alfredo é tema de várias obras de ficção histórica, incluindo a Balada do Cavalo Branco por G.K. Chesterton. The Namesake e o Pântano do Rei por C. Walter Hodges e as séries de Crônicas Saxônicas por Bernard Cornwell.
Ele também é um dos personagens principais da série de televisão The Last Kingdom.
Em 2002, Alfredo, o Grande foi classificado como número 14 na lista dos 100 Maiores Britânicos da BBC depois de uma votação em todo o Reino Unido.

## Estátua de Wantage
Uma estátua do rei, situada no local do mercado de Wantage, foi esculpida por Vítor de Hohenlohe-Langenburg, Conde Gleichen, um parente da rainha Vitória, e revelada a 14 de julho de 1877 pelo príncipe de Gales, Eduardo, e sua esposa, Alexandra.
A estátua foi vandalizada na noite de Ano Novo de 2007, perdendo parte do seu braço direito e machado. Após o braço e machado serem substituídos, a estátua foi novamente vandalizada na noite de Natal de 2008, uma vez mais perdendo o seu machado.